# Інавашіро (озеро)
Озеро Інавашіро (яп. 猪苗代湖, латиніз.: Inawashiro-ko) — розломне озеро, яке межує з містами Айдзувакамацу, Коріяма та Інавасіро, округ Яма, префектура Фукусіма, Японія. Це четверте за величиною озеро Японії. Воно було визначене як річка першого класу. Належить до річкової системи Агано, і вважається одним із символів префектури Фукусіма. Його також називають Тенкьо (Тенкьоко, яп. 天鏡湖) через його прозору воду.

## Географія
Розташоване майже в центрі префектури Фукусіма. За площею це четверте озеро в Японії після озер Біва, Касуміґаура та Сарома (див. «Озера Японії»), а також найбільше в префектурі Фукусіма. Крім того, висота поверхні озера становить 514 м, що робить його одним із найвищих озер Японії. Воно належить до національного парку Бандай-Асахі.
Муніципальні межі озера тривалий час були невизначеними, але у жовтні 1999 року (Хейсей 11) їх встановили за принципом «рівновіддаленої лінії», щоб збільшити місцеві податки шляхом демаркації кордонів. В результаті 47 % поверхні озера тепер належить місту Інавасіро, 28 % — місту Айзу Вакамацу і 25 % — місту Коріяма.

## Якість води
На початку 2020-х рр. воднево-іонний індекс (рН) води озера становив 6,8, близький до нейтрального (рН 7), що є значною зміною якості води порівняно з 30-річною давністю (близько рН 5). Причиною того, що вода в озері Інавасіро була сильнокислою, був приплив води з Кислотної річки (Су-Кава), яка характеризується сильнокислою якістю води через висококислі підземні води та висококислі джерела, через річку Нагасе. Кислотність була особливо виражена в районі впадіння річки. Це призводить до меншої кількості планктону. Крім того, концентрація іонів заліза та алюмінію є високою, а органічні речовини та фосфор коагулюють і випадають в осад під час процесу нейтралізації кислої припливної води, тому ХСК, який вказує на кількість органічних речовин у воді, є найнижчим в Японії — 0,5 мг/л (станом на 2004 рік), і озеро має найвищу якість води в Японії серед озер протягом чотирьох років поспіль.
За даними Центру створення навколишнього середовища префектури Фукусіма, кількість сірчаної кислоти у річковій воді зменшилася, і вважається, що це пов'язано з вулканічною активністю гори Адатара, але точна причина невідома. Вважається, що на додаток до змін у кількості та якості вхідної кислої води, приплив побутових, промислових і сільськогосподарських стічних вод та інші фактори також вплинули на нейтралізацію води в озері. Нейтралізація озерної води полегшила ріст зростання планктону, водних рослин, риб і молюсків, таких як корюшка, але, з іншого боку, якість води може швидко погіршитися, оскільки дія осідаючої органіки перестає діяти, а речовини, що осіли на дно озера, вимиваються. У 2002 році уряд префектури Фукусіма вирішив впровадити програму оцінки якості води в озерах і болотах в районах озер Інавасіро і Урабандай, щоб запобігти погіршенню якості води і не допустити погіршення стану навколишнього середовища. З метою запобігання погіршенню стану довкілля та збереження водного середовища були прийняті додаткові положення до Закону про контроль за забрудненням води та положення про горизонтальне скидання.